# سالاد نوپالیتو
سالاد نوپالیتو، نوعی سالاد مکزیکی است که با ساقه‌های مسطح طبیعی کاکتوس گلابی خاردار یا همان انجیرتیغی هندی تهیه می‌شود. آنها به صورت تازه، بطری یا کنسرو شده و کمتر به صورت خشک شده فروخته می‌شوند. طعمی سبک و کمی ترش و بافتی ترد دارند. نوپالیتو اغلب با تخم مرغ به عنوان صبحانه یا در سالاد و سوپ به عنوان وعده ناهار و شام مصرف می‌شود.